# Omicidio di Shanda Sharer
L'omicidio di Shanda Renee Sharer è stato un caso di cronaca nera avvenuto l’11 gennaio del 1992; la dodicenne statunitense venne torturata e bruciata viva a Madison, nell’Indiana. L’episodio attirò l’attenzione internazionale, sia per la brutalità dell’omicidio sia per la giovane età delle assassine, di età compresa tra i 15 e i 17 anni.

## La vittima
Shanda Sharer nacque a Pineville, nel Kentucky, il 6 giugno 1979 da Stephen Sharer e sua moglie Jacqueline, dopo il divorzio conosciuta con il nome di Jacqueline Vaught. Sharer si trasferì a Louisville in seguito alla separazione dei genitori, con la madre e la sua nuova famiglia. Jacqueline divorziò una seconda volta e stavolta la famiglia si trasferì a New Albany, nell’Indiana, nel giugno del 1991. Sharer si iscrisse a una scuola cattolica, dove entrò a far parte della squadra di basket femminile.

## Ragazze coinvolte nell’omicidio

### Melinda Loveless
Melinda Loveless nacque in New Albany il 28 ottobre 1975, come la più giovane di tre figlie, da Marjorie e Larry Loveless. Larry partecipò alla guerra del Vietnam e venne acclamato al ritorno, nonostante l’esperienza traumatica lo segnò nel profondo. Marjorie in seguito affermò che il marito era deviato sessualmente: indossava la biancheria intima e il trucco suo e delle figlie, la tradiva di frequente e provava un misto di eccitazione e gelosia nel vederla avere rapporti sessuali con altri uomini e donne.
Al termine del servizio militare, Larry lavorò saltuariamente per la Southern Railway. Nel 1965 divenne un ufficiale in prova con il dipartimento di polizia di New Albany, ma venne licenziato otto mesi dopo, quando lui e un suo compagno aggredirono un uomo afroamericano che Larry accusava di aver avuto un rapporto con sua moglie. Nel 1988 lavorò brevemente come postino, smettendo dopo tre mesi in quanto portava gran parte della posta a casa propria per distruggerla.
Marjorie lavorò a intermittenza dal 1974. Quando entrambi i genitori avevano un impiego, la famiglia era finanziariamente benestante e viveva nel sobborgo della classe medio-alta di Floyds Knobs, nell’Indiana. Larry, che era abusivo nei confronti della famiglia, spendeva i soldi da lui guadagnati per se stesso, in particolar modo in armi da fuoco, motociclette e automobili; andò in bancarotta nel 1980. Alcuni parenti descrissero la situazione delle figlie Loveless come disagiata, essendo costantemente affamate a causa della mancanza di cibo sufficiente a casa.
Larry spesso arrivò a far subire a  Marjorie  violenze sessuali dai  suoi amici di lavoro, coinvolgendola in orge contro la sua volontà. Ciò portò la donna a cercare più volte di commettere il suicidio durante l’infanzia delle figlie. Quando Melinda aveva nove anni, Marjorie subì uno stupro di gruppo a causa di Larry, il quale successivamente la violentò quando lei rifiutò di avere altri rapporti con lui, episodio udito dalle figlie attraverso la porta della stanza chiusa. Nell’estate del 1986, Larry ferì gravemente la moglie picchiandola per avergli impedito di frequentare due donne conosciute in un bar. Marjorie fu ricoverata in ospedale e lui fu arrestato.
Non è chiara l’entità degli abusi di Larry contro le figlie; varie testimonianze in tribunale riportarono che molestò sessualmente Melinda da bambina, oltre alla sorella tredicenne di Marjorie e il cugino delle ragazze, Teddy, quando aveva dai 10 ai 14 anni. Le sorelle maggiori di Melinda riportarono di essere state molestate dal padre, mentre Melinda non confermò nulla, sebbene abbia dormito nel suo stesso letto fino ai 14 anni. In tribunale, Teddy descrisse un episodio secondo il quale Larry avrebbe legato e abusato sessualmente delle figlie in garage, avvenimento mai confermato dalle ragazze. Comunque, Larry spesso aggrediva verbalmente le figlie e in un’occasione sparò in direzione della sorella maggiore di Melinda, Michelle, mancandola intenzionalmente. Inoltre maneggiava la biancheria intima delle figlie davanti ad altre persone.
Per due anni, da quando Melinda aveva cinque anni, la sua famiglia fece parte della chiesa battista; Larry divenne un predicatore laico e successivamente un consulente matrimoniale, mentre Marjorie un’infermiera della scuola battista. Tuttavia, i Loveless lasciarono la chiesa a causa dei metodi rudi di Larry nei confronti delle donne che si presentavano da lui per una consulenza, sfociati in un tentativo di aggressione sessuale.
Nel novembre del 1990, dopo che Larry fu sorpreso a spiare Melinda e un amico, Marjorie lo attaccò con un coltello mandandolo all’ospedale. Successivamente la donna tentò nuovamente il suicidio, spingendo le figlie a chiamare le autorità. In seguito a questo avvenimento, Larry chiese il divorzio e si trasferì ad Avon Park in Florida. Melinda soffrì parecchio dell’abbandono, in particolar modo quando il padre si risposò; per un certo periodo l’uomo si tenne in contatto con lei, ma poi smise di inviarle lettere.

### Hope Rippey
Hope Anna Rippey nacque a Madison il 9 giugno 1976. I suoi genitori divorziarono nel 1984 e si trasferì con sua madre e i suoi fratelli a Quincy, nel Michigan, per tre anni, finché i genitori non tornarono insieme nel 1987. Rippey sostenne che la sua vita familiare era alquanto turbolenta; fu amica fin dall’infanzia di Tackett e Toni Lawrence, sebbene i suoi genitori vedessero Tackett come una cattiva influenza per lei. Anche lei, come le compagne, iniziò a praticare autolesionismo dall’età di 15 anni.

### Laurie Tackett
Mary Laurine Tackett, conosciuta anche come Laurie, nacque a Madison, in Indiana, il 5 ottobre 1974. Sua madre era una fondamentalista Pentecostale mentre suo padre un operaio con due condanne scontate nel 1960. Tackett affermò di essere stata molestata almeno due volte, quando aveva 5 e 12 anni. Nel 1989 sua madre la aggredì e tentò di strangolarla dopo aver scoperto che andava a scuola in jeans; a seguito di tale episodio intervennero gli assistenti sociali, che eseguirono diverse visite senza preavviso per assicurarsi che non si verificassero abusi su minori. Ciò nonostante, Tackett rimase in aperto conflitto con sua madre: in un’occasione, la donna venne a sapere che il padre di Hope Rippey, amica di Laurie, aveva comprato loro una tavola ouija e chiese che la tavola venisse bruciata e la casa dei Rippey esorcizzata.
Dopo il suo quindicesimo compleanno, Tackett cominciò a essere affascinata dall’occulto e spesso tentò di impressionare i suoi amici fingendo di essere posseduta dallo spirito di una vampira. Iniziò a praticare l’autolesionismo nel 1991, ragion per cui i genitori la portarono in ospedale. Le prescrissero un antidepressivo e fu dimessa, salvo essere ricoverata nuovamente dopo due giorni a causa di una ferita particolarmente profonda che si era inflitta. Le fu diagnosticato un disturbo borderline di personalità e confessò di aver sofferto di allucinazioni fin da bambina. Fu dimessa il 12 aprile e nel settembre del 1991 lasciò le scuole superiori.
Ad ottobre Tackett andò a Louisville per stare con vari amici. Lì conobbe e strinse amicizia con Loveless, incontrandosi con lei saltuariamente anche quando tornò a Madison.

### Toni Lawrence
Toni Lawrence nacque a Madison il 14 febbraio 1976. Venne abusata da un parente all’età di 9 anni e, a 14, fu violentata da un ragazzo che ricevette solo un’ammonizione da parte della polizia di stare lontano dalla Lawrence. Quest’ultima non frequentò la consulenza prescritta per l’accaduto e cominciò ad adottare uno stile di vita promiscuo e autolesionista, tentando il suicidio quando aveva 13 anni. Fu amica intima di Rippey fin dall’infanzia.

## Eventi precedenti all’omicidio
Nel 1990, la quattordicenne Loveless iniziò a frequentare una ragazza di nome Amanda Heavrin. Loveless cominciò a comportarsi in modo strano dopo l’abbandono del padre e il nuovo matrimonio della madre, riferendo a scuola di essere depressa e pertanto ricevendo una consulenza professionale. Nel 1991, Loveless fece coming out con sua madre che, dopo una rabbia iniziale, la accettò. Nel corso dell’anno, il rapporto tra Melinda e Amanda si deteriorò.
Heavrin incontrò Shanda Sharer all’inizio del semestre autunnale alla Hazelwood Junior High a causa di un litigio, ma successivamente diventarono amiche durante la punizione per l’alterco, arrivando a scambiarsi lettere romantiche che ingelosirono Loveless. Nell’ottobre del 1991, Heavrin e Sharer parteciparono a un ballo scolastico, dove vennero affrontate da Melinda. Sebbene la relazione tra lei e Amanda non si concluse ufficialmente, Loveless cominciò a uscire con una ragazza più grande.
Dopo che Amanda e Shanda parteciparono insieme a un festival alla fine di ottobre, Loveless iniziò a considerare l’idea di uccidere Sharer, arrivando a minacciarla in pubblico. Preoccupati per gli effetti della relazione della figlia con Heavrin, i genitori di Shanda organizzarono, alla fine di ottobre, il suo trasferimento in una scuola cattolica. Heavrin afferma di aver consegnato a un “procuratore” delle lettere inviate da Loveless, contenenti minacce di morte nei confronti di Sharer, ma il pubblico ministero non sembra averle mai prese in considerazione.

## Eventi del 10-11 gennaio 1992
La notte del 10 gennaio 1992, Toni Lawrence (15 anni), Hope Rippey (15 anni) e Laurie Tackett (17 anni) guidarono l’auto di Tackett da Madison fino a casa Loveless, a New Albany. Rippey e Lawrence, sebbene fossero entrambe amiche di Tackett, non avevano mai incontrato Melinda Loveless (16 anni). All’arrivo, presero in prestito alcuni vestiti di Melinda e lei mostrò loro un coltello spiegando di avere intenzione di usarlo per spaventare Sharer, dato che non le piaceva, a causa del fatto che le avesse “rubato” la ragazza. Solo Tackett, oltre a Loveless, era a già a conoscenza di tale piano, mentre le altre ragazze non avevano mai incontrato Shanda. 
Rippey portò le quattro ragazze a Jeffersonville, dove Shanda stava con il padre nei fine settimana, fermandosi in un ristorante McDonald's lungo la strada, per chiedere indicazioni. Giunsero a destinazione poco prima che facesse buio e Loveless ordinò a Rippey e Lawrence di presentarsi alla porta come amiche di Heavrin, ora ragazza di Shanda, per invitare Sharer a incontrarsi con Amanda nel cosiddetto “castello della strega” (una residenza di pietra in rovina sul fiume Ohio).
Sharer chiese alle ragazze di passare a prenderla poche ore dopo, a mezzanotte, dopo che i genitori fossero andati a dormire. Inizialmente Loveless si arrabbiò, ma fu convinta da Rippey e Lawrence a tornare più tardi. Le quattro ragazze attraversarono il fiume e parteciparono a uno spettacolo punk del gruppo Sunspring allo Skate Park vicino all’Interstate 65; Toni e Hope persero presto interesse per la musica e tornarono nel parcheggio per consumare dei rapporti sessuali con altri due ragazzi nell’auto di Tackett.
Qualche ora dopo, le quattro ragazze tornarono a casa di Sharer. Durante il viaggio Loveless espresse il suo desiderio di uccidere la ragazza ma poi affermò che intendeva solo spaventarla con il coltello. Giunsero all’abitazione alle 00:30; Lawrence si rifiutò di andare a prendere Sharer, quindi furono Laurie e Hope a dirigersi alla porta, mentre Loveless si nascose sui sedili posteriori dell’auto sotto una coperta, armata di coltello.

### Il rapimento
Sharer era riluttante ad andare con le ragazze, ma alla fine acconsentì dopo essersi cambiata i vestiti, in quanto Rippey le disse che Heavrin la stava aspettando al castello della strega. In macchina, Hope iniziò a interrogare Sharer sulla sua relazione con la Heavrin finché Loveless non uscì allo scoperto e, minacciando Shanda con il coltello alla gola, le chiese dettagli sulla sua vita sessuale con Amanda. Il gruppo si diresse verso Utica, al castello della strega, e Tackett raccontò una leggenda locale relativa a nove streghe che una volta abitavano lì.
Shanda, piangente, fu portata nel castello della strega e legata braccia e gambe. Loveless iniziò a schernirla, minacciando di tagliarle i capelli e rubandole gli anelli per consegnarli alle compagne. Rippey prese l’orologio di Topolino di Sharer e ballò beffardamente sulla sua melodia, mentre Tackett minacciò ulteriormente la ragazza affermando che il castello era pieno di resti umani e che i suoi sarebbero stati i prossimi. A un certo punto, Laurie diede fuoco a una maglietta per spaventare maggiormente Sharer; preoccupandosi che la luce avrebbe attirato qualche auto di passaggio, le ragazze se ne andarono portandosi dietro Shanda.
Durante il tragitto in macchina, Sharer continuò a pregare di essere riportata a casa. Loveless la obbligò a togliersi il reggiseno e lo consegnò a Rippey, la quale lo indossò al posto del proprio. Le ragazze si persero, quindi si fermarono a una stazione di servizio e coprirono Sharer con una coperta. Tackett entrò a chiedere indicazioni, mentre Lawrence telefonò a un ragazzo di Louisville che conosceva, chiacchierando con lui per diversi minuti senza menzionare il rapimento in corso. Dopo essersi perse di nuovo, si fermarono a un’altra stazione di servizio dove Lawrence e Rippey conversarono brevemente con due ragazzi, prima di ripartire e arrivare ai margini di alcuni boschi vicino alla casa di Tackett, a Madison.

### Le torture
Tackett condusse il gruppo a una discarica buia vicino a una strada forestale, in un’area di fitto bosco. Lawrence e Rippey, spaventate dalla piega che stava prendendo la situazione, rimasero in macchina. Loveless e Tackett fecero spogliare Sharer, dopodiché Melinda la picchiò infliggendole diverse lesioni (alcune lasciate dalle sue bretelle). Cercò quindi di tagliarle la gola con il coltello, ma la lama era troppo smussata. Rippey scese dall’auto per immobilizzare Shanda mentre Loveless e Tackett si alternavano nel pugnalarla al petto, poi la strangolarono con una corda fino a farle perdere conoscenza. Misero il corpo nel bagagliaio dell’auto e riferirono alle altre ragazze che era morta.
Il gruppo andò a casa di Tackett per bere e ripulirsi; successivamente sentirono Sharer urlare dal bagagliaio, pertanto Laurie uscì con un coltello da cucina e la pugnalò diverse volte, rientrando in casa pochi minuti dopo coperta di sangue. Dopo essersi lavata, Tackett predisse il futuro delle amiche con le sue “pietre runiche”. Alle 2:30, Lawrence e Rippey rimasero in casa mentre Tackett e Loveless guidavano fino alla vicina città di Canaan. Dal momento che Sharer continuava a emettere suoni, Tackett fermò l’auto e la colpì ripetutamente con una chiave per pneumatici per metterla a tacere.
Loveless e Tackett tornarono a casa di quest’ultima per ripulirsi poco prima dell’alba; Rippey chiese di Shanda e Laurie le descrisse la tortura ridendo. La conversazione svegliò la madre di Tackett, la quale si arrabbiò con la figlia per essere uscita tardi e aver portato in casa le ragazze, pertanto Laurie accettò di riportarle a casa. Dopo essersi allontanate, aprirono il bagagliaio per contemplare Sharer. Rippey spruzzò la ragazza con del Windex, dicendole Adesso non sei più così sexy, vero?

### Omicidio
Le ragazze si recarono a una stazione di servizio vicino alla Madison Consolidated High School per fare il pieno e comprare una bottiglia da due litri di bibita. Tackett svuotò la bottiglia e la riempì con benzina. Guidarono a nord di Madison, oltre il Jefferson Proving Ground, fino a Lemon Rad sulla US Route 421, luogo conosciuto da Rippey. Lawrence rimase in macchina mentre Tackett e Hope avvolsero Sharer (ancora viva) in una coperta e la portarono in un campo vicino alla strada sterrata di campagna. Laurie fece versare a Rippey la benzina addosso a Sharer per poi darle fuoco. Loveless non era convinta che Shanda fosse morta, quindi tornarono sul posto dopo pochi minuti per versarle addosso il resto della benzina.
Alle 9.30 le ragazze andarono in un fast food per fare colazione e scherzarono sul fatto che il corpo di Sharer somigliasse a una delle salsicce che stavano mangiando. Lawrence telefonò a un’amica e le parlò dell’omicidio. Successivamente Tackett lasciò Lawrence e Rippey alle rispettive abitazioni e tornò a casa sua con Loveless. Disse a Heavrin che avevano ucciso Sharer e le ragazze progettarono di andare a prendere anche lei più tardi, quello stesso giorno.
Crystal Wathen, un’amica di Loveless, andò a casa di Melinda e venne informata di quanto era successo. Quindi, le ragazze andarono a prendere Heavrin e la portarono a casa di Loveless dove le raccontarono tutta la storia. Sia Wathen che Heavrin faticarono a credere a ciò che venne detto loro, finché Tackett non mostrò il bagagliaio dell’auto con le tracce di sangue e le calze di Shanda. Inorridita, Heavrin chiese di essere riportata a casa; le ragazze eseguirono e Loveless la baciò affermando di amarla, pregandola di non dire niente a nessuno, al che Amanda promise di non farlo prima di entrare in casa.

## Le indagini
Più tardi, la mattina dell’11 gennaio 1992, due fratelli di Canaan stavano andando a caccia, quando notarono un corpo sul ciglio della strada. Chiamarono la polizia alle 10:55; tra i poliziotti che risposero alla chiamata ci fu David Camm. Venne avviata un’indagine e inizialmente si sospettò di un affare di droga andato storto, ritenendo che il crimine non fosse stato commesso da qualcuno del posto.
Quello stesso giorno Steven, il padre di Sharer, si accorse della scomparsa della figlia. Dopo aver contattato inutilmente amici e vicini, chiamò l’ex moglie alle 13:45 e insieme presentarono la denuncia per la sua scomparsa.
Alle 20:20 Lawrence e Rippey si recarono all’ufficio dello sceriffo della contea di Jefferson con i propri genitori e fecero dichiarazioni sconclusionate sul delitto commesso, identificando la vittima come “Shanda” e descrivendo i principali eventi della notte precedente, nominando anche le altre ragazze coinvolte. Fu quindi fatto un collegamento tra il ritrovamento del corpo e la denuncia della scomparsa di Sharer.
Le impronte dentali confermarono che la vittima era Shanda: Loveless e Tackett furono arrestate il 12 gennaio. Le principali prove a supporto del mandato di arresto furono le dichiarazioni di Lawrence e Rippey. L’accusa dichiarò immediatamente l’intenzione di sottoporre Loveless e Tackett a un processo di adulti; per diversi mesi i pubblici ministeri e gli avvocati difensori non resero pubbliche informazioni sul caso, riportando ai media solo le dichiarazioni di Lawrence e Rippey.

## Il processo
Tutte e quattro le ragazze, pur minorenni, furono processate da adulte; per evitare la pena di morte, accettarono il patteggiamento.

### Fattori attenuanti
Le assassine avevano un passato problematico, con alle spalle abusi fisici e sessuali da parte di un genitore o altri adulti. Lawrence, Rippey e Tackett avevano avuto comportamenti autolesionisti e a Tackett era stato diagnosticato un disturbo borderline di personalità, oltre ad aver sofferto di allucinazioni. Loveless, spesso descritta come colei che guidò l’attacco, era la ragazza ad aver sofferto il maggior numero di abusi e problemi di salute mentale.

### Condanne
Tackett e Loveless furono condannate a sessant’anni nella prigione femminile dell’Indiana a Indianapolis. Laurie è stata rilasciata nel 2018 e ha scontato per un anno la libertà vigilata. Melinda è stata rilasciata nel settembre del 2019. Rippey fu condannata a sessant’anni, con dieci anni di sospensione per circostanze attenuanti e dieci di libertà vigilata media. In appello, un giudice ridusse la pena a trentacinque anni. In cambio della sua collaborazione, Lawrence si dichiarò colpevole per reclusione penale e venne condannata a un massimo di vent’anni.

### Ricorsi penali
Nell’ottobre del 2007 Mark Small, l’avvocato di Loveless, chiese un’udienza per discutere di un eventuale rilascio della sua cliente. Affermò che Melinda era stata profondamente segnata dagli abusi d’infanzia e che non era stata rappresentata in modo competente da un avvocato durante il processo, il che l’aveva portata ad accettare un patteggiamento di fronte alle affermazioni esagerate sulla possibilità di ricevere la pena di morte. Small sostenne anche che Loveless aveva 16 anni quando firmò per il patteggio, pertanto era troppo giovane per stipulare un contratto nello Stato dell’Indiana senza il consenso di un genitore o un tutore (non ottenuto). Se il giudice avesse accettato tali argomentazioni, Loveless sarebbe potuta essere riprocessata o rilasciata a titolo definitivo.
L’8 gennaio 2008, la richiesta di Loveless venne respinta dal giudice; Melinda avrebbe invece avuto diritto alla libertà vigilata di quindici anni, mantenendo così l’originale dichiarazione di colpevolezza. Il 14 novembre 2008, l’appello di Loveless venne respinta dalla Corte d’Appello dell’Indiana. Small dichiarò che avrebbe cercato di ottenere la giurisdizione sul caso spostandolo alla Corte Suprema dell’Indiana.

### Rilasci
Lawrence fu rilasciata il 14 dicembre 2000, dopo aver scontato nove anni. Rimase in libertà vigilata fino al dicembre 2002.
Il 28 aprile 2006, Rippey venne rilasciata dalla prigione femminile dell’Indiana dopo aver scontato quattordici anni della sua condanna originale. Rimase in libertà vigilata per cinque anni, fino all’aprile 2011.
Tackett fu rilasciata dal Rockville Correctional Facility l’11 gennaio 2018, 26 anni esatti dopo l’omicidio di Sharer, dopo aver scontato quasi ventisei anni; rimase in libertà vigilata per un altro anno.
Loveless fu rilasciata dalla prigione femminile dell’Indiana il 5 settembre 2019, dopo 26 anni di carcere. Sconterà la libertà vigilata nella contea di Jefferson, nel Kentucky.

## Eventi successivi
Durante l’udienza per la condanna di Loveless, emerse in tribunale tramite diverse testimonianze che suo padre Larry aveva abusato della moglie, delle figlie e di altri bambini; di conseguenza, nel febbraio 1993 venne arrestato con l’accusa di stupro, sodomia e molestie sessuali, crimini commessi principalmente dal 1968 al 1977. Larry rimase in carcere per oltre due anni in attesa del processo, ma alla fine il giudice stabilì che tutte le accuse, tranne quelle per molestie sessuali, dovessero essere ritirate a causa della prescrizione, che era di cinque anni in Indiana. Loveless si dichiarò colpevole dell’accusa, ricevette una pena scontata e fu rilasciato nel giugno del 1995. Poche settimane dopo il suo rilascio, Larry fece causa senza successo alla prigione della contea di Floyd per 39 milioni di dollari in una corte federale, sostenendo di aver vissuto in pessime condizioni durante i due anni di detenzione; tra le lamentele, affermò che di giorno non gli era permesso dormire nel suo letto o leggere il giornale.
Steve Sharer, il padre di Shanda, morì per abuso di alcol nel 2005, all’età di 53 anni. In un’intervista sulla Investigation Discovery della serie Donne Mortali Jacque Vaught, la sua ex moglie e madre di Shanda, dichiarò che l’uomo era rimasto distrutto dalla morte della figlia e che aveva fatto di tutto per condursi alla morte.
Nel gennaio 2009 fu istituito lo Shanda Sharer Scholarship Fund, un fondo che prevedeva di fornire borse di studio per due studenti all’anno della Prosser School of Technology di New Albany. Nel novembre del 2018, Vaught dichiarò che il fondo per le borse di studio era stato esaurito e non accettava più donazioni.
Nel 2012, Jacque Vaught stabilì il suo primo contatto con Melinda Loveless dal processo, seppur indirettamente, donandole un cane “in nome di Shanda” per il programma di addestramento canino dell’Indiana, che fornisce animali domestici alle persone con disabilità. Vaught dichiarò di aver ricevuto delle critiche per tale decisione, ma si difese con tali parole: È una mia scelta. [Shanda] è mia figlia. Se non lasci che dalle cose cattive emergano delle cose buone, niente migliora. È quello che mia figlia vorrebbe. Mia figlia vorrebbe questo.” Vaught dichiarò di sperare di riuscire a donare un cane ogni anno in onore di Shanda.

## Nella cultura popolare

### Letteratura e spettacoli teatrali
- Il delitto è stato documentato in due romanzi: Little Lost Angel di Michael Quinlan e Cruel Sacrifice di Aphrodite Jones[12]. Quest’ultimo è diventato un bestseller per il New York Times.

- È stato prodotto uno spettacolo teatrale di Rob Urbinati chiamato Hazelwood Jr. High, con Chloë Sevigny nel ruolo di Tackett. Lo spettacolo è stato lanciato dalla Samuel French, Inc. nel settembre del 2009.
- La poesia The Whole World Is Singing di Daphne Gottlieb è raccontata dal punto di vista di Shanda e include alcune parti delle lettere scritte da Sharer ad Amanda Heavrin.
- L'autrice Lacy Gray scrisse la poesia in God's Arm come omaggio per la famiglia di Shanda.

### Televisione
- L’episodio Disprezzo della quinta stagione di Law & Order - Unità vittime speciali è basato sul caso[13].
- La puntata La dimora del male della seconda stagione di Cold Case - Delitti irrisolti è vagamente ispirato al caso.
- Nel 2011 il programma Dr. Phil mandò in onda due episodi dedicati al crimine. Furono intervistate la madre e la sorella di Shanda in un confronto con Hope Rippey, insieme a un’intervista ad Amanda Heavrin.
- L’omicidio di Sharer è trattato nella serie documentaria Killer Kids[14].

### Arte
- L’artista americana Marlene McCarty usò l’omicidio di Shanda come soggetto per la sua serie di opere artistiche chiamata Murder Girls; il ritratto è ora esposto al Museo di Arte Contemporanea di Los Angeles[15][16].